# Herkules i New York
Herkules i New York är en amerikansk film från 1969 i regi av Arthur Allan Seidelman.

## Handling
Efter flera århundraden har halvguden Herkules (Arnold Schwarzenegger, krediterad som "Arnold Strong") tröttnat på det enformiga livet i Olympen (de grekiska gudarnas hem) och ber sin far Zeus (Ernest Graves) tillåtelse att få lämna Olympen, men fadern säger strängt nej. Av en olyckshändelse där fadern av ilska över sonens trotsighet skickar iväg en blixt i hans riktning hamnar Herkules slutligen i världsmetropolen New York.
Bland människorna är det inte helt lätt för "Herk", som Herkules blir kallad av sin nyfunne vän Pretzie (Arnold Stang), att anpassa sig i ett modernt samhälle. Många pinsamma situationer uppstår när Herkules umgås med människor i sin omgivning, men å andra sidan lyckas han charmera damer med sin karisma.
För att förhindra att Herkules hamnar i trubbel och skapar alldeles för mycket kaos i sin omgivning skickar hans far lakejer som har i uppdrag att få honom att återvända. Men Juno, Zeus hustru och Herkules styvmor, har andra planer för sin styvson. Hon vill inte att han återvänder, för att uppnå sitt mål gör hon vad som än krävs.

## Om filmen
Herkules i New York är Arnold Schwarzeneggers första spelfilm. På grund av hans bristande språkkunskaper i engelska blev man tvungen att dubba filmen. Därför finns det idag två versioner av denna film. I nya dvd-utgåvor av Herkules i New York kan man välja att lyssna på originalrösterna eller den dubbade versionen av filmen.

## Rollista (i urval)
- Arnold Schwarzenegger (Arnold Strong) - Herkules
- Arnold Stang - Pretzie
- Deborah Loomis - Helen Camden
- James Karen - Professor Camden
- Ernest Graves - Zeus
- Tanny McDonald - Juno
- Harold Burstein (Howard Burstein) - Rod Nelson
- Merwin Goldsmith - Maxie
- George Bartenieff - Nitro
- Taina Elg - Nemesis
- Michael Lipton - Pluto